# Comuna Laskiv, Volodîmîr-Volînskîi
Laskiv (în ucraineană Ласків) este o comună în raionul Volodîmîr-Volînskîi, regiunea Volînia, Ucraina, formată din satele Laskiv (reședința) și Voșceatîn.

## Demografie
Componența lingvistică a satului Laskiv
     Ucraineană (98,84%)
     Rusă (1,05%)
     Alte limbi (0,11%)
Conform recensământului din 2001, majoritatea populației satului Laskiv era vorbitoare de ucraineană (98,84%), existând în minoritate și vorbitori de rusă (1,05%).